# Boris Trakhtenbrot

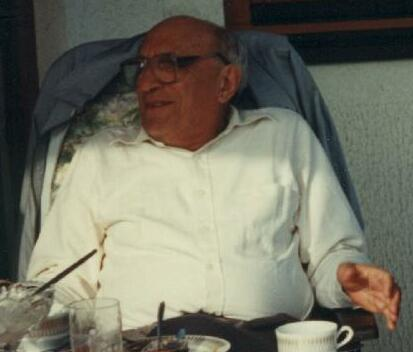
B.Trakhtenbrot 1994

Boris Avraamovich Trakhtenbrot, auch Boʿaz, auch Trachtenbrot (russisch Борис Авраамович Трахтенброт, hebräisch בּוֹרִיס [בּוֹעז] טְרַכְטֶנְבּרוֹט Boris [Boʿaz] Trachtenbrot; * 19. Februar 1921 in Tîrnova, Rajon Dondușeni; † 19. September 2016) war ein aus der ehemaligen Sowjetunion (Moldawien) stammender israelischer Informatiker und mathematischer Logiker. Er war Professor an der Universität Tel Aviv.

## Leben und Werk
Trakhtenbrot wurde 1950 bei Pjotr Sergejewitsch Nowikow am Institut für Mathematik der Ukrainischen Akademie der Wissenschaften promoviert (Entscheidbarkeitsprobleme für endliche Klassen und Definitionen endlicher Mengen, Russisch). In der Sowjetunion wirkte er in Akademgorodok (Nowosibirsk). Ende 1980 wanderte er nach Israel aus. Anfang 1981 wurde er Professor an der Universität Tel Aviv.
1950 bewies er in seiner Dissertation den Satz von Trakhtenbrot in der Modelltheorie und Logik. Er besagt, dass das Problem der Verifizierung in der Prädikatenlogik über der Klasse endlicher Modelle unentscheidbar ist.
Aus dem Ende der 1950er Jahre stammt der Satz von J. Büchi, C. Elgot (1958),  und (unabhängig von beiden) Trakhtenbrot über die Äquivalenz von endlichen Automaten und monadischer Prädikatenlogik 2. Stufe (MSO).
Des Weiteren bewies er 1964 einen grundlegenden Satz der Komplexitätstheorie, den Lückensatz von Borodin (Gap Theorem), der aber damals im Westen unbeachtet blieb und 1972 von Allan Borodin neu gefunden und nach ihm benannt wurde. Der Satz besagt in etwa, dass es beliebig große Lücken in der Hierarchie der Komplexitätsklassen gibt.
2011 erhielt Trakhtenbrot den EATCS-Award.

## Schriften
- Boris Trachtenbrot Algorithmen und Rechenautomaten, Berlin, Deutscher Verlag der Wissenschaften 1977
- Trachtenbrot, Nathan Kobrinskij Einführung in die Theorie endlicher Automaten, Berlin, Akademie Verlag 1967
- Trachtenbrot Wieso können Automaten rechnen ?: eine Einführung in die logisch-mathematischen Grundlagen programmgesteuerter Rechenautomaten, Berlin, Deutscher Verlag der Wissenschaften 1962, 1968
- Trakhtenbrot, Ya. M. Barzdin Finite Automata. Behavior and Synthesis, North Holland 1973